# Вівсюнець вічнозелений
Вівсюнець вічнозелений (Helictotrichon sempervirens) є видом квіткових рослин із родини злакових (Poaceae), поширених у полях центральної та південно-західної Європи: пд.-сх. Франція й пн.-зх. Італія. Цю пучкову рослину часто використовують як декоративну траву в садовому дизайні та озелененні.
Листя блідо-зелене з блакитним відтінком. Росте в дугоподібній формі, до 140 см заввишки і 60 см завширшки. Трава цвіте блідими блакитно-зеленими квітками в травні-серпні. Рослина є вічнозеленим багаторічником, хоча при літній посусі настає стресовий напівспокій. Латинська назва sempervirens буквально означає «безсмертний», але в ботаніці означає «вічнозелений».
Ця рослина отримала нагороду за садові заслуги Королівського садівничого товариства.